# Barbus afrohamiltoni
Barbus afrohamiltoni е вид лъчеперка от семейство Шаранови (Cyprinidae). Видът не е застрашен от изчезване.

## Разпространение и местообитание
Разпространен е в Ботсвана, Замбия, Зимбабве, Малави, Мозамбик, Свазиленд и Южна Африка (Квазулу-Натал, Лимпопо и Мпумаланга).
Среща се на дълбочина около 1737.4 m, при температура на водата около 2,8 °C и соленост 34,8 ‰.

## Описание
На дължина достигат до 17,5 cm.